# جبال هقار
الهقار أو الأهقار هي سلسلسة جبيلة شهيرة تقع في أقصى الجنوب الشرقي للجزائر بولاية تمنراست وهي تغطي مساحة 550.000 كم2  أي خمس المساحة الإجمالية للجزائر، وهي تمتد على مدار السرطان الوهمي الذي يفصلها عن الشمال.وهي عبارة عن تشكيلات جبلية بركانية ذات تاريخ عريق ضارب في أعماق الزمن والجداريات الصخرية القديمة تدل على ذلك.
تُعرف المنطقة بمناظرها الخلابة وسحرها الجذاب. بجبال الهقار توجد أحد أعلى القمم بالجزائر وهي: قمة تاهات أتاكور 3003 م. وكذلك يوجد بها أحد أجمل الممرات في العالم وهو ممر الأسكرام الذي يمكن منه مشاهدة أجمل شروق وغروب للشمس في الجزائر.

## البيئة
تركيبة الصخور

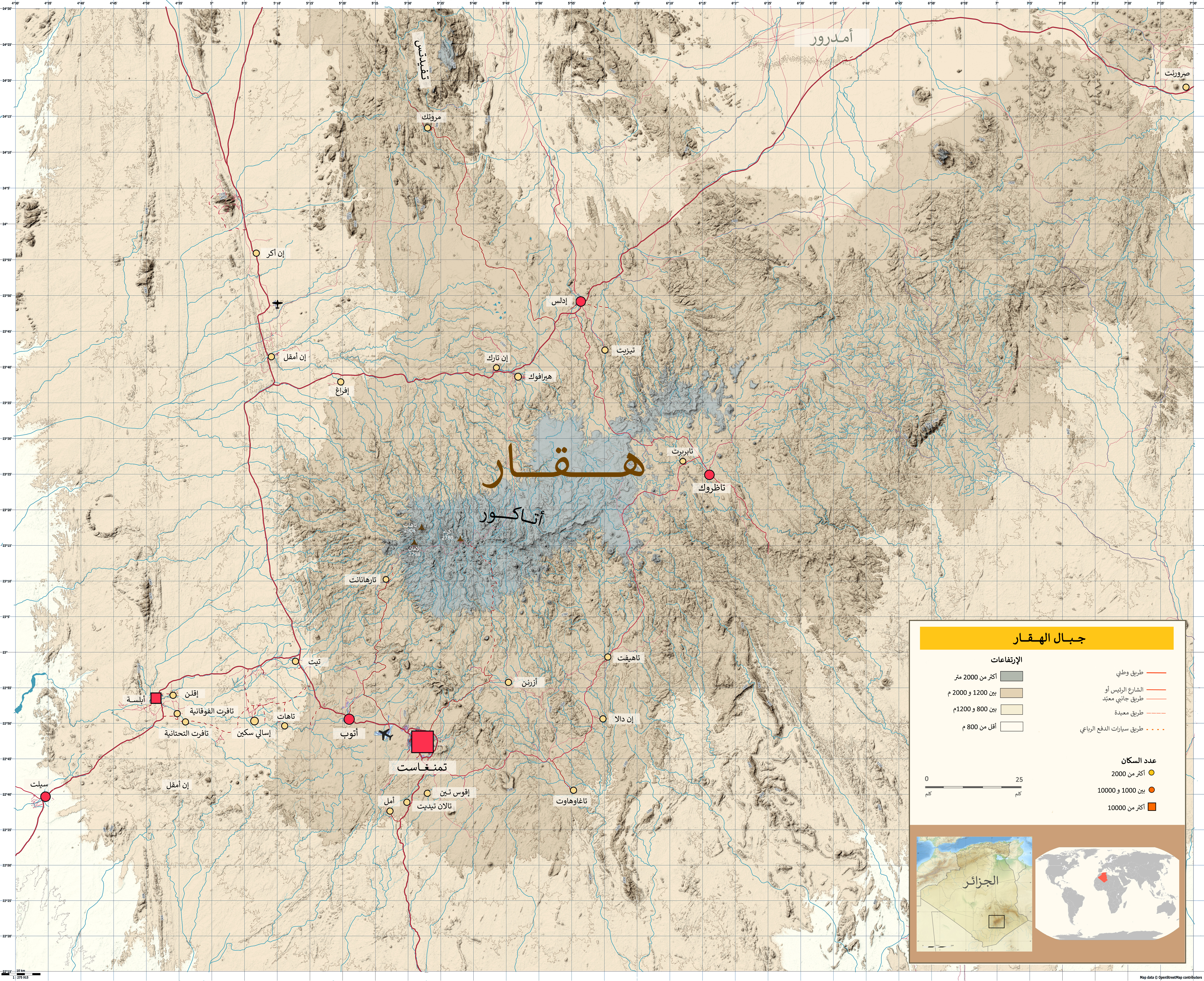
خريطة جبال الهقار.

- تتكون الهقار أساساً من الصخور البركانية التي تأخد شكل التأكل، وهذا ما جعلها مليئة بالمناظر الطبيعية الخلابة، مع ارتفاع حاد لجبالها البركانية من الصهارة المتجمدة (البازلت والماغما) وأشهر جبالها جبل أسكرام.

المناخ
- مناخ الهقار حار في الصيف، ولكنه قد يصل إلى درجة التجمد في ليالي الشتاء. والأمطار محدودة ومتفرقة.

الحيوانات
- الهقار هي ملجأ هام بالنسبة لبعض الأنواع النباتية والحيوانية. حيث تحتوي الحظيرة على ست وثلاثين نوعاً من الحيوانات الثديية التي انقرض منها البقر. وفي هذا الإطار يعمل علماء وباحثون على ضمان سيرورة عيش الأنواع المتبقية، وأشهرها حيوان الفهد الأهقاري الذي يطلق عليه اسم “أماياس”، هذا الأخير يعتمد على صيد الغزلان البرية خصوصا غزال دوركاس الذي يعرف عند الطوارق بـ”تاهنكط”.
- وتوجد حيوانات أخرى، مثل “الآروي” وهو حيوان يشبه الماعز، ويعيش الآروي متسلقاً الجبال، ويكسوه الوبر، ويتخذ من النتوءات الحجرية وأجوافها مسكناً له، والآروي حيوان ثديي نباتي يتغذى على أوراق وقرون شجر “الأكاسيا” الذي يعرف في المنطقة بـ“أبسغ”، ويساعد الأخير على استمرار هذه السلالات الحيوانية، وهي بدورها تحافظ على سلالات الحيوانات المفترسة كالفهود.
- كما توجد في الرقعة الأهقارية الممتدة أنواعا من الحيوانات كالأفناك، وهي ثعالب الصحراء، حيث يظهر هذا الحيوان في الليل للصيد، إلا أنه يتعرض لكثير من المخاطر الناجمة عن الإنسان المستعمل للطريق، وعلى الرغم من الظروف الطبيعية القاسية وندرة المياه والأمطار، إلا أنّ هذه الحيوانات استطاعت أن تتأقلم مع الظروف المناخية والتغيرات الطبيعية الصحراوية، وهي مُدرجة اليوم في القائمة الحمراء ضمن قوائم الاتحاد الدولي للمحافظة على الطبيعة المهددة بالانقراض.

## جبل الأسكرام
جبل أسكرام الذي يبعد عن مدينة تمنراست ب80 كم، يعتبر مقصدا مهما للسياح ويتم الوصول إليه عبر طريق غير مصوف، وتستغرق الرحلة ثلاث ساعات حيث تشاهد قمة أسكرام التي ترتفع بحوالي 2800 م عن سطح البحر وتصل درجة الحرارة حتى 12 تحت الصفر في أوقات من السنة.ولكنه في المقابل يعتبر قبلة مفضلة للسياح بسبب الاستمتاع بأجمل شروق وغروب في الجزائر والعالم كله كما يعتبر من أهم معالم السياحة في الجزائر

## آثارها
توجد في الهقار رسومات منقوشة على جدرانها تعود إلى الإنسان القديم تدل على أنشطته اليومية وتوجد أيضا رسومات تدل على ان الصحراء كانت عبارة عن أنهار وبحار كما وجد علماء الآثار بقايا هياكل عظمية للأسماك وأدوات صيد مما يِؤكد وجود حياة منذ ملايين السنين. وهي بالإضافة إلى طاسيلي ناجر أكبر متحفين للنقوش الصخرية والرسومات في المعمورة باعتراف اليونيسكو.

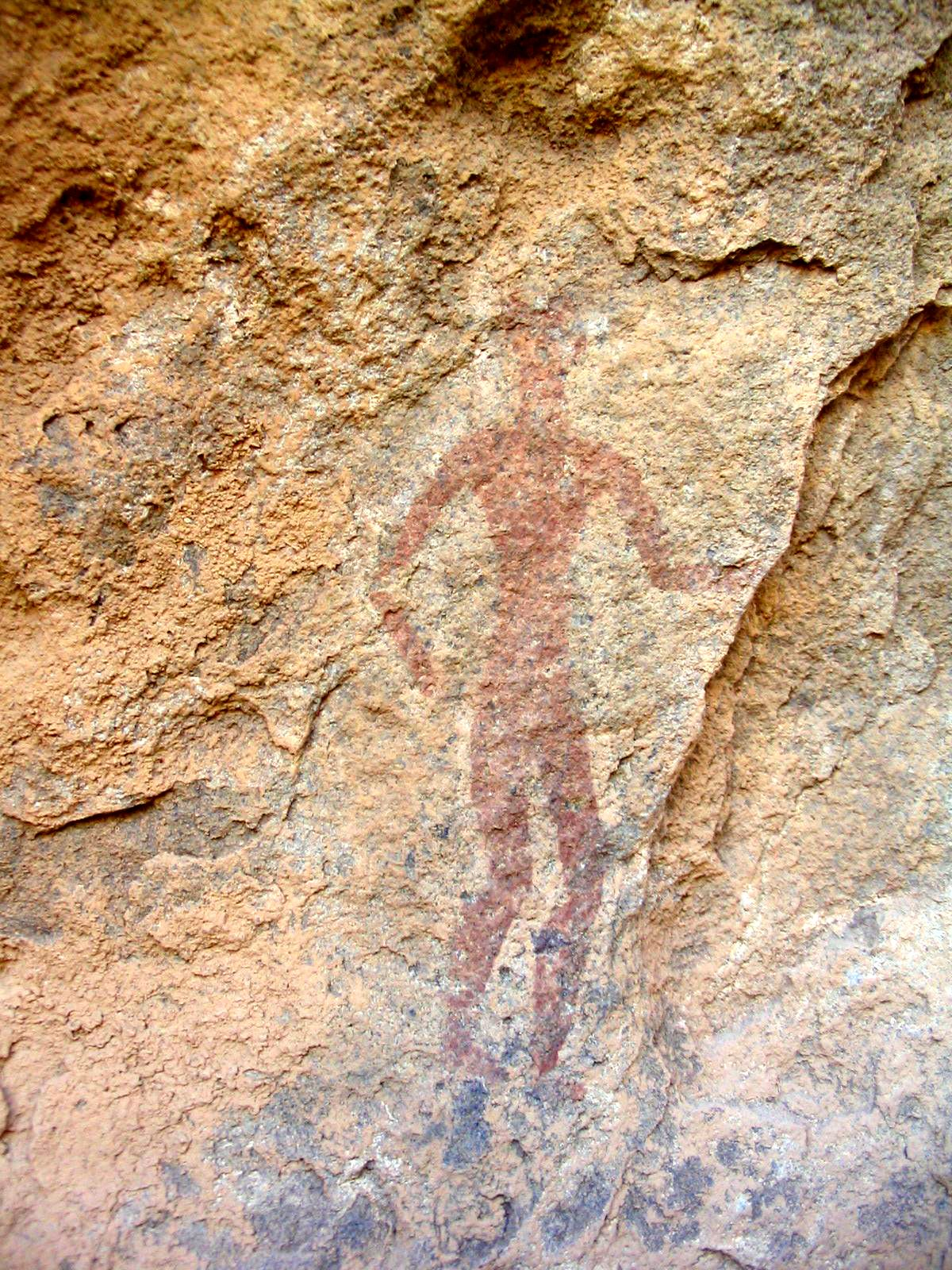
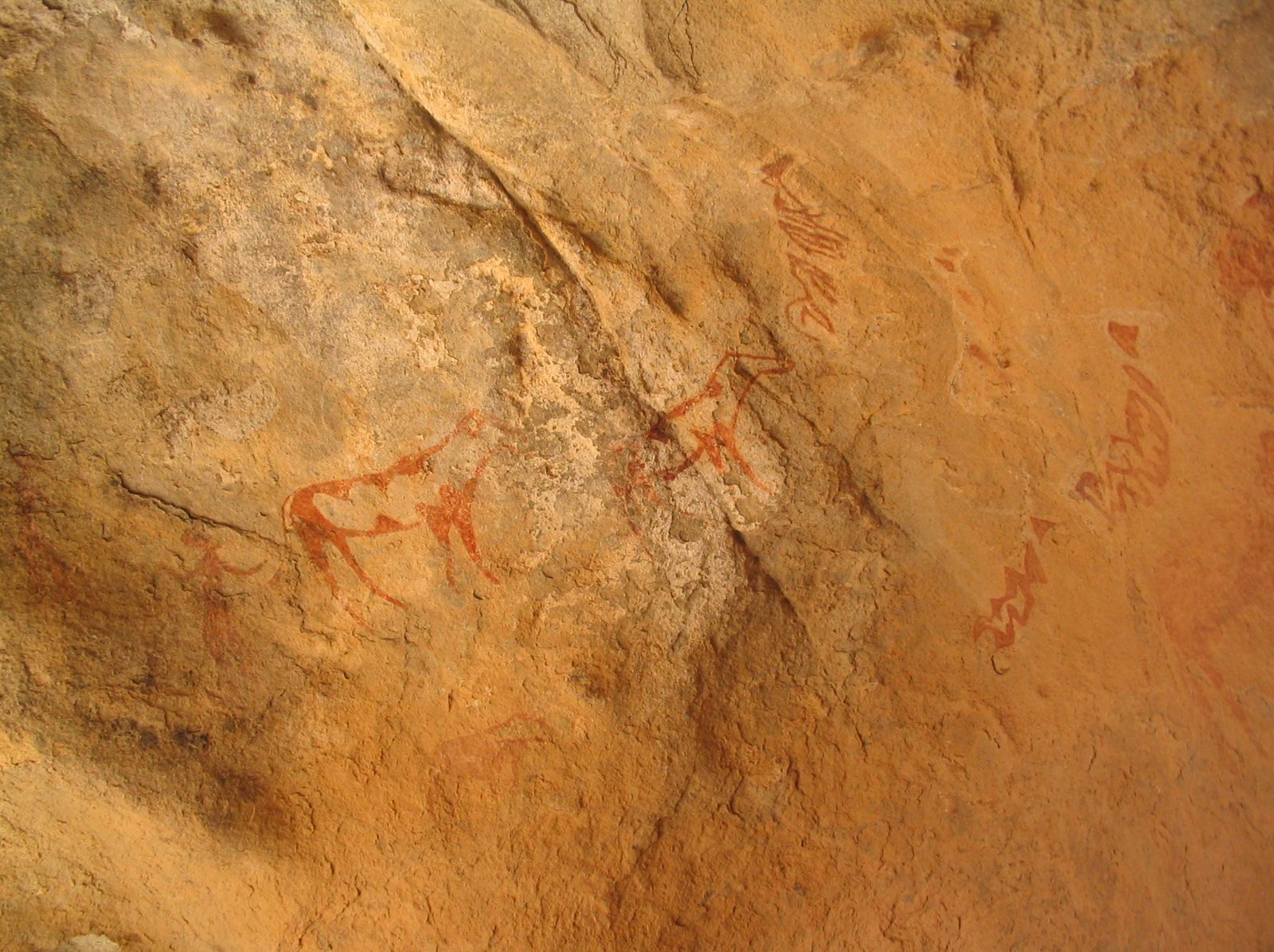
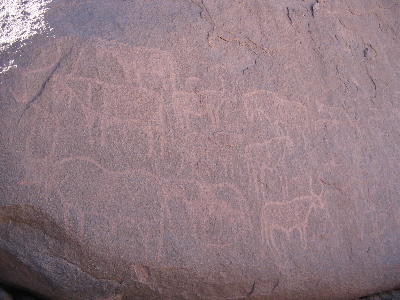

## الحظيرة الوطنية الهقار
- تقع الحظيرة الوطنية الهقار في أقصى جنوب الجزائر، على مساحة 450.000 كم 2، وهي الأكبر في الجزائر، وهي قديمة التكوين حيث يبلغ عمرها بين 600 ألف ومليون سنة. مما أدى إلى ترقيتها إلى حظيرة وطنية محمية من طرف الديوان الوطني الجزائري سنة 1987 بموجب مرسوم رئاسي وهو جهاز ذو طابع إدارى وثقافي أسندت له من خلال مديرياته الثلاثة في كل من تمنراست وعين صالح وأدلس مهمة حماية وترقية هذا الإرث الحضاري بالمنطقة.

### السياحة
- بسبب بعد ولاية تمنراست عن الشمال الجزائري والمطارات الدولية تمت تهيئة مطار تمنراست المسمى على اسم أحد أميز أمناء العقال في الجزائر والطوارق وهو حاج باي أخاموك، لاستقطاب السياح الأجانب والمحليين وتستغرق الرحلة من مطار هواري بومدين إليه مجرد ساعتين، ويوجد في تمنراست فندق "تاهات" الشهير الذي يعد قبلة للسياح الأجانب وينطلقون منه عادة في رحلاتهم وإن كنت من محبي الرحلات والمغامرات واختبار الصحراء بكل سحرها وجمالها يمكنك اختيار المخيمات التي يملكها منظمو الرحلات الصحراوية والتي تعرف باسم «سفاري».

## الطوارق

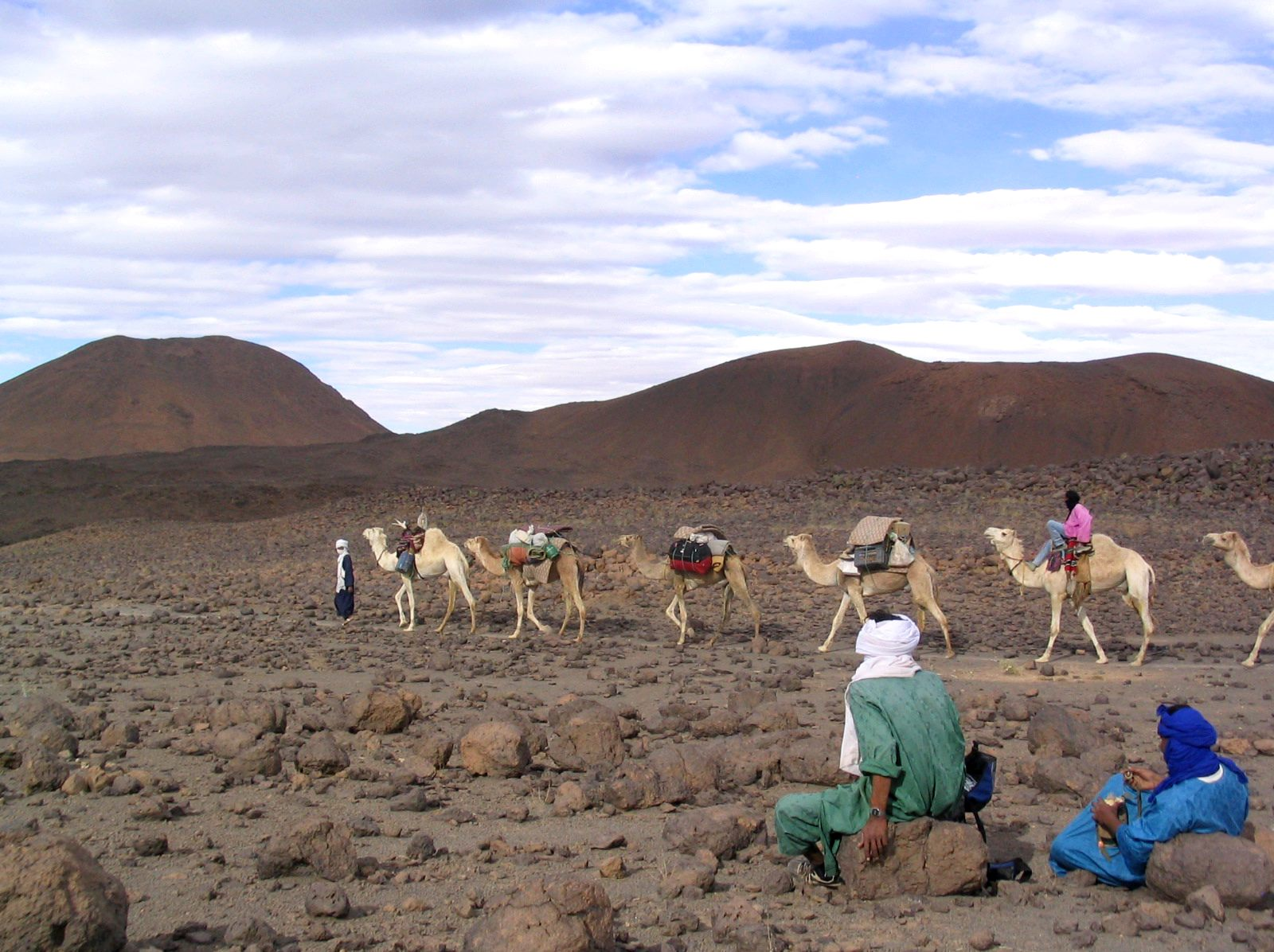
الطوارق على ظهر وسيلتهم التنقلية الجمل

- الهقار أرض الأجداد من مجموعة الطوارق الهقار الذين يتواجدون بالقرب من مدينة تمنراست، ويمون عادة برجال الزرق أو الرجال الملثمون
- في واحة أباليسا من الممكن العثور على قبر تين هينان، وهي الأم الحاكمة الذي كانت من الطوارق في الهقار، وفقا للأسطورة.
- وهم شعب قديم يحكم حياتهم نظام عتيق من التقاليد والعادات ورثوها عن أجدادهم. الطوارق أو كل تماشق لديهم ارث قديم من الأدب والعلوم الطبية وعلم الفلك فهم يتجاولون في كامل الصحراء الكبرى باستعمال النجوم ويستعملون في علاج الأمراض بالأعشاب والحرق بالنار والجراحة إن اقتضت الحاجة.
- ويمتلكوا أهل الهقار فن يسمى موسيقى إمزاد التي تِديه النساء بالعزف على ألة تسمى إمزاد وهي كمان بوتر واحد والتي لها أسطورة تتحدث عن تشكيل هذه الألة عندما كانت القبائل تتقاتل وعبرت النساء عن احتجاجهن على ذلك فقمن بصنع الألة وبدأن بالعزف بين القبيلتين تقتتلان وعندما سموعها ألقوا أسلحتهم لعذب صوت الألة.
- يسمى الشاي لدى الطوارق بالتاي الذي يعده الرجل على الحطب والشاي عندهم ثلاث درجات مرّ ومتوسط وحلو.

## معرض الصور

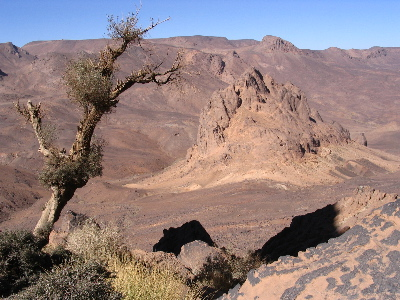
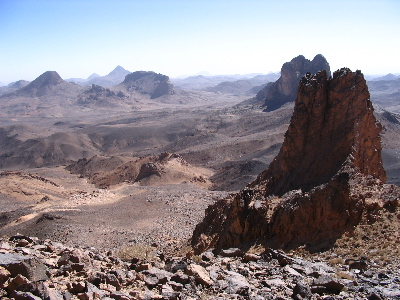
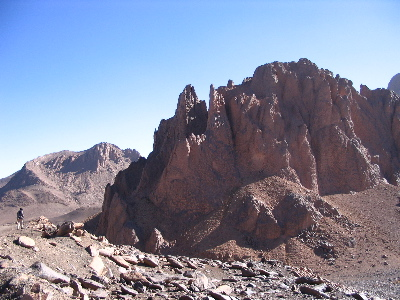
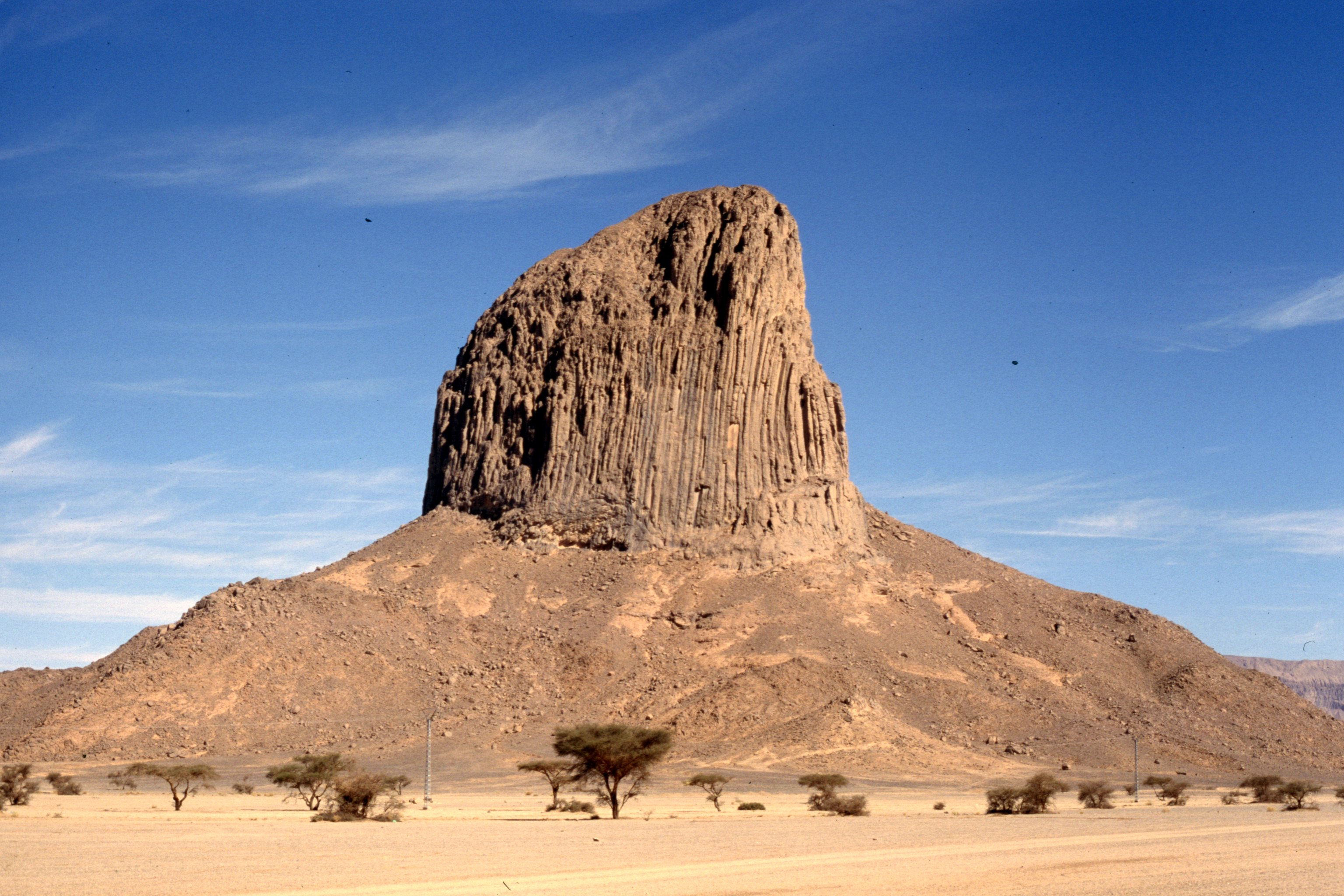
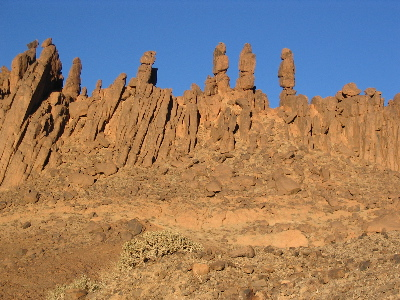
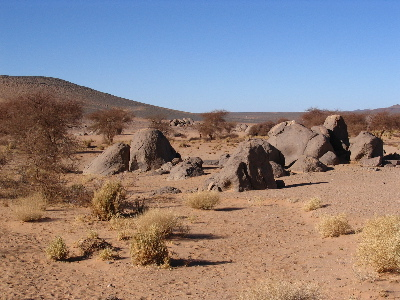
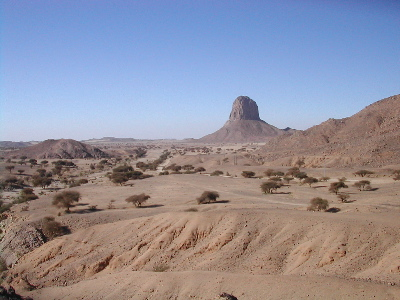
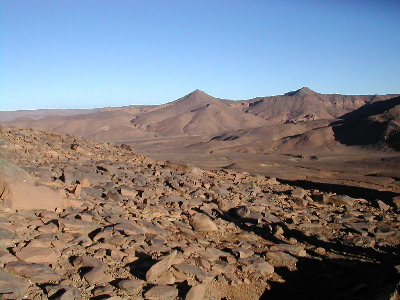